# Коровушкін Олександр Костянтинович
Олександр Костянтинович Коровушкін (28 червня 1909, село Лопариха Кадниковського повіту Вологодської губернії, тепер Усть-Кубінського району Вологодської області, Російська Федерація — 25 грудня 1976, місто Москва, тепер Російська Федерація) — радянський державний діяч, голова правління Держбанку СРСР. Кандидат економічних наук.

## Життєпис
Народився в селянській родині. У 1920—1924 роках працював за наймом на сплавних роботах. У 1923 році закінчив семирічну школу.
З серпня 1924 року працював рахівником кооперативної шевської артілі в селі Шишкіно Кадниковського повіту Вологодської губернії. З квітня 1925 року — рахівник лісозаготівельної дільниці тресту «Вологдаліс» в селі Бережне Кадниковського повіту Вологодської губернії.
У серпні 1927 — квітні 1929 року — тесляр, рахівник будівельного управління «Склобуду» в селищі Білий Бичок Чагодищинського району Ленінградської області. У квітні 1929 — березні 1930 року — завідувач (голова правління) робітничого клубу «Склобуду» на будівництві склозаводу в селищі Білий Бичок.
У березні 1930 року обраний головою сільської ради селища Білий Бичок Чагодищинського району Ленінградської області.
З січня до вересня 1931 року навчався на робітничому факультеті при Ленінградському фінансово-економічному інституті.
У вересні 1931—1936 роках — студент Ленінградського фінансово-економічного інституту.
Кандидат у члени ВКП(б) з 1931 року. У 1933 році під час «чищення» був виключений з кандидатів у члени партії «за приховування соціального походження», але незабаром відновлений.
У квітні — листопаді 1936 року — завідувач секретаріату Ленінградського фінансово-економічного інституту.
У листопаді 1936 — жовтні 1937 року — старший інспектор, заступник керуючого Московського районного відділення обласного та міського Комунального банку в місті Ленінграді.
Член ВКП(б) з 1937 року.
У жовтні 1937 — березні 1938 року — заступник керуючого, в березні 1938 — січні 1939 року — керуючий Ленінградського обласного та міського Комунального банку.
У січні 1939 — листопаді 1940 року — завідувач Ленінградського міського фінансового відділу.
У листопаді 1940—1953 роках — заступник голови правління Державного банку СРСР, був головним редактором журналу «Гроші та кредит».
Одночасно начальник управління фінансування оборонної промисловості (1942—1944) та Центрального планово-економічного управління (1944—1946, квітень — вересень 1953). З серпня 1949 року знаходився в Китайській Народній Республіці, де допомагав створювати банківську систему. У 1950—1955 роках — голова правління Зовнішторгбанку СРСР.
У вересні 1953 — серпні 1958 року — заступник міністра фінансів СРСР, член колегії Міністерства фінансів СРСР.
15 серпня 1958 — 14 серпня 1963 року — голова правління Державного банку СРСР. Згідно довідки ЦК КПРС за серпень 1963 року допускав «випадки зловживання спиртними напоями та факти негідної поведінки, чим скомпрометував себе як керівник Держбанку».
У листопаді 1963 — січні 1966 року — начальник управління державних доходів Міністерства фінансів РРФСР.
У січні 1966 — грудні 1976 року — начальник управління фінансування промисловості Міністерства фінансів РРФСР. Одночасно з серпня 1969 року — член колегії Міністерства фінансів РРФСР.
Помер 25 грудня 1976 року в Москві.

## Нагороди
- три ордени Трудового Червоного Прапора
- орден «Знак Пошани»
- медалі